# Pieter Franciscus Dierckx
Pieter Franciscus Dierckx (Antwerpen, 7 februari 1871 - Berchem/Antwerpen,  4 september 1950) was een Vlaams kunstschilder (onder meer portretschilder), etser, grafisch ontwerper en illustrator.   

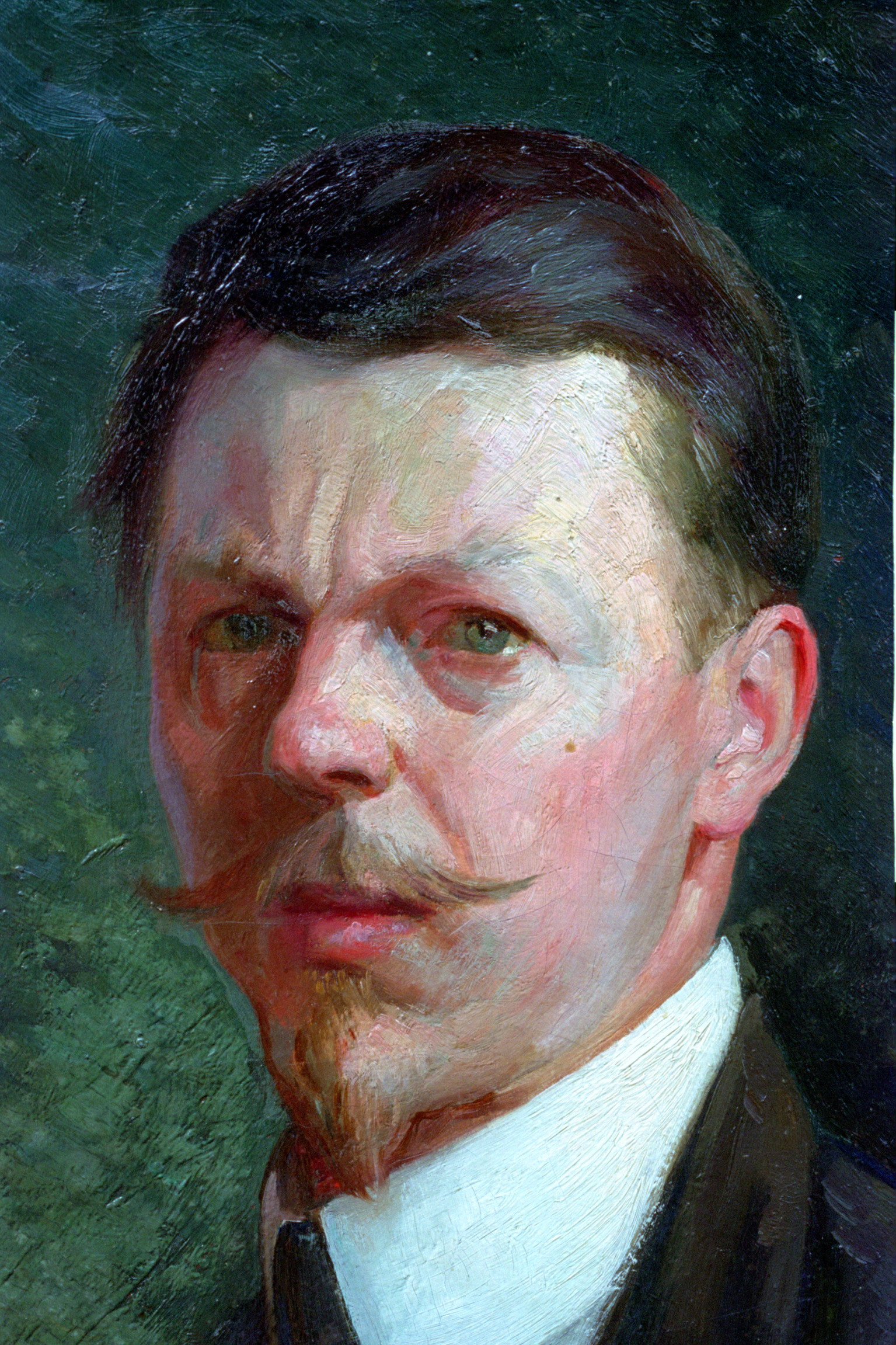
Zelfportret

## Levensloop
Dierckx studeerde aan de Koninklijke Academie voor Schone Kunsten van Antwerpen en aan het Hoger Instituut in Antwerpen. Zijn docenten waren onder meer Juliaan De Vriendt, diens broer Albrecht De Vriendt en Karel Verlat.
Hij was lid van de Antwerpse kunstenaarskring De Scalden.
In september 1896 werd hij tot directeur benoemd van de Tekenacademie in Temse en werd tevens verantwoordelijk voor de tekenklas. Hij vernieuwde de school naar vorm en inhoud en tilde haar op een hoger niveau.
Pieter Dierckx geldt als een van de belangrijkste directeuren in de 230-jarige geschiedenis van de Academie van Temse.
Als etser en grafisch ontwerper stelde hij zijn kunst ten dienste van het verenigingsleven (affiches, briefhoofden…). Hij illustreerde het Studentenliederboek (1899) van Karel Heyndrickx. Voor de auteur Lodewijk Scheltjens (1861 - 1946) illustreerde hij in 1910 enkele kinderverhalen.
In 1912 werkte hij mee als ontwerper van de historische stoet in Rupelmonde ter gelegenheid van de 400ste verjaardag van de geboorte van Mercator.
Voor en tijdens de Eerste Wereldoorlog schilderde hij het landelijk leven in Temse met werken als: Aardappelschillers in het Ouderlingengesticht, Het sober Maal, De Soepbedeling, Het Plekplein, De Kantwerkster, De Klompenmaker, De Mandenvlechter, De kleine Kaai (1917), Het verbrande Hof, De Baanwachtster, Het huisgezin van de Wever, Het Spinnewiel, Godvrucht op de Heide, e.a.
Het grootste gedeelte van zijn latere productie bestaat uit opnamen van landschappen waarin boszichten een bijzondere plaats innemen. Behorend tot de neo-impressionistische school speelde het licht een voorname rol in zijn werken.
Hij werd ook aangetrokken door het historisch genre waarbij men vooral aan Hendrik Leys moet denken. Op aanbeveling van Franz Courtens, die grote waardering had voor de kunst van Pieter Dierckx, kreeg hij de belangrijke opdracht van de stad Lokeren om voor de raadzaal twee historische panelen te schilderen: op het ene ziet men Keizer Karel die aan de afgevaardigden van Lokeren in 1555 het octrooi voor het houden van een wekelijkse markt overhandigt. 
Op het andere paneel ziet men hoe Albrecht en Isabella in 1613 de Sint-Sebastiaansgilde instellen en tevens het octrooi voor de jaarmarkt uitreiken. Het zijn grote schilderijen die de glorie van de school Leys bevestigen en die bovendien aantonen hoe Pieter Dierckx een geschiedkundig thema meesterlijk wist uit te beelden.
In maart 1919 keerde hij terug naar Antwerpen en begon er een schildersatelier.
Met het bijna 5 m brede doek: Sint-Willibrordus het evangelie verkondigend aan de oeverbewoners der Schelde omtrent het jaar 700 (1939) bevestigde hij andermaal zijn talent als historieschilder. Dit werk hangt in de H. Hartkerk, Lange Beeldekensstraat 18 te Antwerpen.
Met de schilderijen: Dans der Sylphiden bij dageraad en Orpheus de zoetgevooisde zanger van Tracië (1942) heeft hij mythologische onderwerpen uitgebeeld. In dit laatste werk heeft hij de Dans der Sylphiden op de achtergrond hernomen.

## Tentoonstellingen
- 1896 XIIe Tentoonstelling van de Kunstkring Eigen Vorming in  Borgerhout (Antwerpen).
- 1897 Eerste Tentoonstelling van De Scalden in Zaal Verlat te Antwerpen.
- 1900 Derde Tentoonstelling van Monumentale, Dekoratieven en Toegepaste Kunsten van De Scalden in de zalen van het Oud-Museum te Antwerpen.
- 1924 in de “Zaal Loquet” in Antwerpen
- 1925 in de Zaal Jordaens, Korte Klarenstraat  Antwerpen
- 1977 in het gemeentehuis van Temse ter gelegenheid van het 200-jarig bestaan van de Tekenacademie
- Van 24 juni tot 13 augustus 2006: retrospectieve in het gemeentemuseum van Temse.

## Salons
- Antwerpen: 1901, 1904, 1908, 1911
- Brussel: 1903
- Luik: 1909
- Gent: 1913
- Boedapest, München, Florence (1907 - 1908), Parijs
- Exposition Trienale de 1911 in de Feest-en Expositiezaal op de Meir in Antwerpen
- Tweede Salon - december”, ingericht door Het Nationaal Verbond der Kunstschilders en Beeldhouwers van België

## Eerbetoon
Sedert 1952 wordt er aan de Tekenacademie van Temse een tweejaarlijkse “Pieter Dierckx Prijs voor schilderkunst” uitgereikt.
In 1986 werd, als eerbetoon aan Pieter Dierckx, een straat in Temse naar hem genoemd.

## Galerij

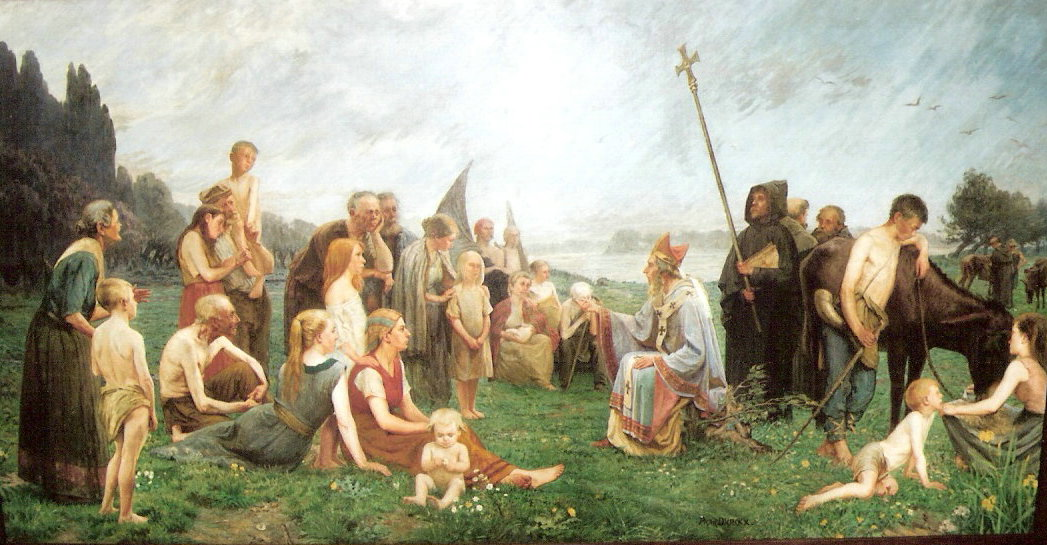
Sint Willibrordus predikt langs de oevers van de Schelde, 1939, H.Hartkerk, Antwerpen
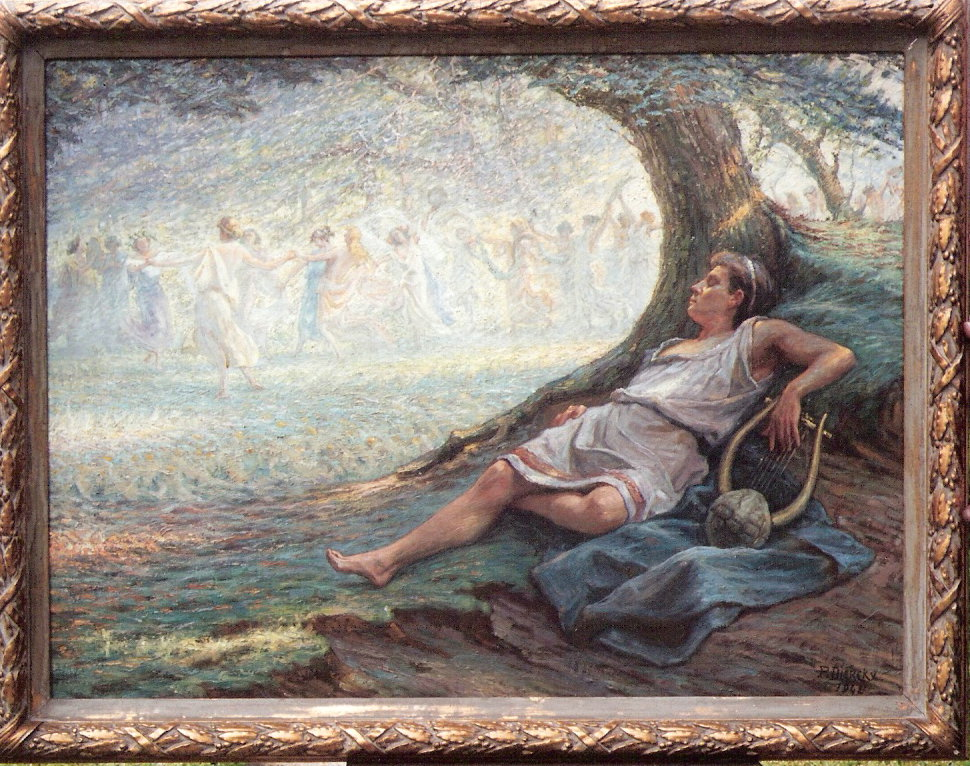
Orpheus, de zoetgevooisde zanger
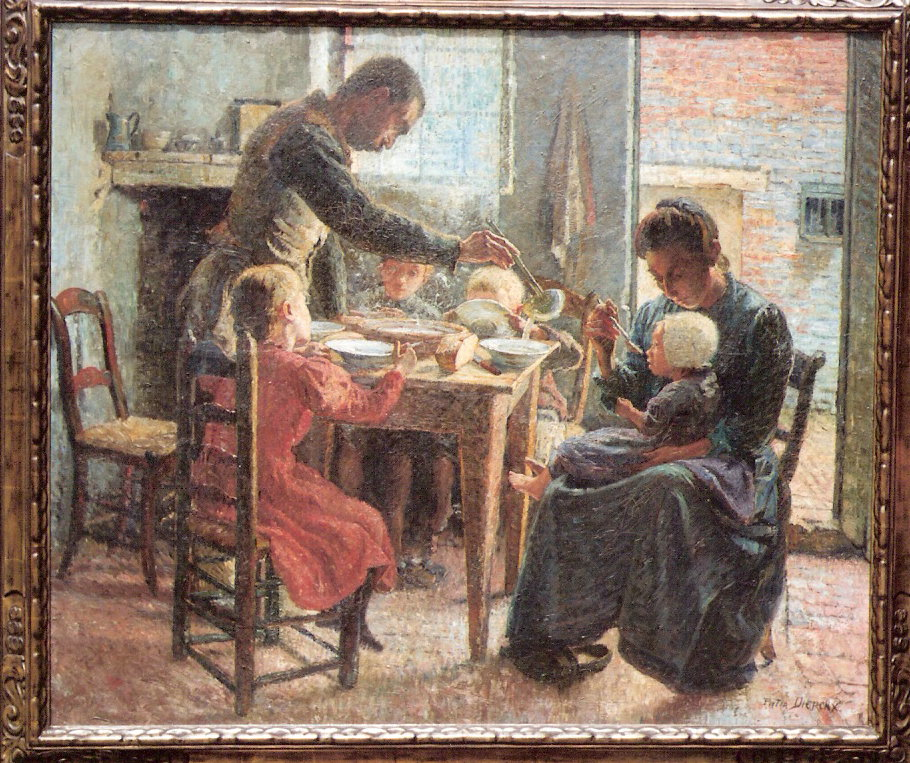
Het sober Maal
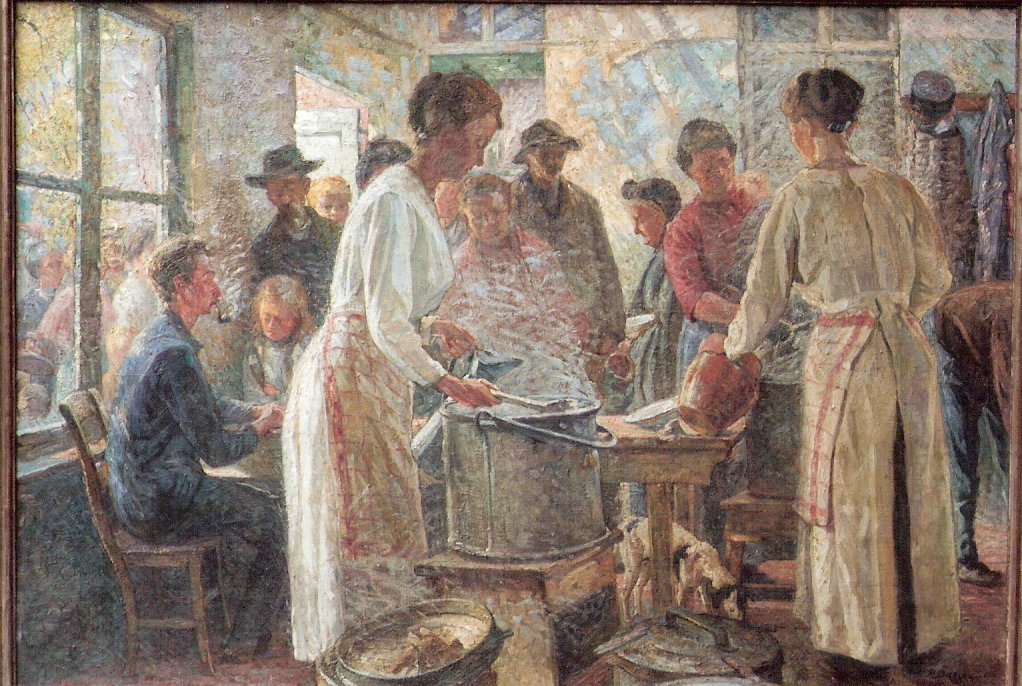
De Soepbedeling

## Publicaties
- “Ons Volk Ontwaakt” (23 augustus 1913)
- “Le Carnet Mondain” (7 december 1913)
- “Anvers Artistique” (15 april 1924)
- “La Revue Moderne illustrée et de la Vie”  (15 mei 1939)  Paris
- “Künstlerlexikon des XIX Jahrhunderts”. Allgemeines Lexikon der bildeten Künstler des XX Jahrhunderts” - Herausgegeben von Hans Vollmer (1953) - VEB Seeman Verlag Leipzig
- “De Autotoerist”, (4 februari 1971): het veertiendaags orgaan van de Vlaamse Automobilistenbond,   Antwerpen
- Het kunstboek: “Parels langs de Scheldekant, deel II” (1980), samengesteld door Leo Busschaert,Temse / Uitgave: Paul Busschaert,Temse-Waasmunster.
- “Lexikon of the Belgian Romantic Painters” van w. Flippo (Uitgave: International Art Press, art book Publisher Antwerpen - 1981)
- “Het Biografisch Kunstenaarslexikon ARTO” (2000), Dictionnaire biographique arts plastiques en Belgique ARTO (2002) samengesteld door Wim Pas (Uitgave: De Gulden Roos, Antwerpen, www.arto.be))
- “Dictionnaire des peintres belges nés entre 1750 et 1875” (Editions Laconti Brussels -  P&V Berko Knokke)
- “Openbaar Kunstbezit” van de stad Lokeren (31 mei 2000)
- De dagbladen: “Het Nieuwsblad, De Standaard, De Gentenaar, Het Volk”, ter gelegenheid van de retrospectieve in het gemeentemuseum van Temse (30 juni 2006)
- “De Belgische Beeldende Kunstenaars uit de 19de en de 20ste Eeuw” van Paul Piron. Uitgave Art Belgium
- “Belgian Artists Signatures - Handtekeningen van Belgische Kunstenaars uit de XIXe en XXste Eeuwen” van Paul Piron. (Uitgave: Arts, Antiques, Auctions)